# Анисимов, Анатолий Васильевич (учёный)
Анато́лий Васи́льевич Ани́симов — украинский кибернетик, доктор физико-математических наук, профессор, член-корреспондент НАН Украины, декан факультета Кибернетики Киевского Национального Университета им. Т. Шевченко, академик Академии наук высшей школы Украины. Автор книги «Компьютерная лингвистика для всех: Мифы. Алгоритмы. Язык».

## Биография
Во время стажировки в Стэнфордском университете в 1976—1977, Анатолий Анисимов прослушал курс «Искусство программирования» в изложении профессора Дональда Кнута. Он же является автором предисловия к третьему изданию первого тома известного многотомника «Искусство программирования» упоминаемого профессора.